# Edward V. Long
Edward Vaughn Long (ur. 18 lipca 1908 w Whiteside, zm. 6 listopada 1972 w Eolia) – amerykański polityk, członek Partii Demokratycznej.

## Działalność polityczna
Od 1945 do 1955 zasiadał w stanowym Senacie Missouri. Od 14 stycznia 1957 do 23 września 1960 był zastępcą gubernatora Missouri Jamesa Blaira, a następnie do 27 grudnia 1968 senatorem Stanów Zjednoczonych z Missouri (3. Klasa).